# Centreville (Missisipi)
Centreville – miasto w Stanach Zjednoczonych, w stanie Missisipi, w hrabstwie Amite.